# Mark Connolly
Mark Gerard Connolly (Monaghan, Irlanda, 16 de diciembre de 1991) es un futbolista irlandés. Juega de defensa y su equipo es el Derry City F. C. de la Premier Division de la Liga de Irlanda.

## Selección nacional
Ha sido internacional con la selección de fútbol sub-21 de Irlanda.

## Clubes
| Club                                | País              | Año       |
| ----------------------------------- | ----------------- | --------- |
| Bolton Wanderers F. C.              | Inglaterra        | 2010-2012 |
| St. Johnstone F. C. (cedido)        | Escocia           | 2010      |
| Macclesfield Town F. C. (cedido)    | Inglaterra        | 2012      |
| Crawley Town F. C.                  | Inglaterra        | 2012-2014 |
| Kilmarnock F. C.                    | Escocia           | 2014-2016 |
| Crawley Town F. C.                  | Inglaterra        | 2016-2019 |
| Dundee United F. C.                 | Escocia           | 2019-2022 |
| Dunfermline Athletic F. C. (cedido) | Escocia           | 2021-2022 |
| Dundalk F. C. (cedido)              | Irlanda           | 2022      |
| Derry City F. C.                    | Irlanda del Norte | 2022-     |